# 조문기

1945년 부민관 폭파 의거 직전, 왼쪽부터 강윤국, 조문기, 유만수

조문기(趙文紀, 1926년 5월 19일 ~ 2008년 2월 5일)는 한국의 독립운동가이다. 한국의 무장 의열독립운동의 마지막 의거인 부민관 폭파사건 주동자가운데 한 사람이다.

## 생애
경기도 수원군 매송면(現 경기도 화성시 매송면) 출신이다. 1942년 일본으로 건너간 뒤, 일본강관주식회사(日本鋼管株式會社)에서 조선인 노무자들이 일으킨 대규모 폭동을 주도한 유만수와 함께 수배되었다.
그는 이 사건으로 피신하여 귀국한 뒤 1945년 5월 유만수의 주도로 경기도 안성 유씨의 집에서 대한애국청년당을 결성 조직하는데 참여하였다. 이들은 일본의 태평양 전쟁 패망 약 3주 전인 1945년 7월 24일 경성부의 부민관에서 박춘금이  주도해 열린 아세아민족분격대회(亞細亞民族憤激大會)라는 어용 행사를 겨냥해 폭발물을 터뜨렸다. 이 사건은 일제 강점기 마지막 의열 무장항일 독립운동으로 평가되고 있다.
광복 후 단독정부 수립을 반대하는 인민청년군 사건으로 복역했고 1959년에는 이승만 암살 음모 사건에 연루되는 등 대한민국 역대 정권과의 불화로 독립유공자 서훈은 늦어졌다. 부민관 사건은 당대에는 일제의 보도통제로 잘 알려지지 않았다가 1980년대에 들어와서 재조명되었다. 1990년에 건국훈장 애국장을 서훈받았다.
친일인명사전 편찬 작업 중인 민족문제연구소의 이사장을 1999년부터 맡아 친일파 청산 문제에 관심을 가져왔다.
1994년의 문익환 목사 장례식에 이어 2008년에 시민사회단체가 마련하는 겨레장 형식으로 장례가 치러졌으며, 국민훈장 모란장이 추서되었다. 국립대전현충원에 안장돼 있다. 애국지사3묘역 705.
그의 저서로 《슬픈 조국의 노래》가 있다.

## 같이 보기
- 대의당
- 박춘금
- 부민관
- 강윤국
- 유만수
- 대한애국청년당

## 참고 자료
- 조문기 : 독립유공자 공훈록 - 국가보훈처
- “조문기 민족문제연 이사장 별세”. 한겨레. 2008년 2월 5일. 2008년 2월 7일에 확인함.
- “‘부민관 폭파 의거’ 조문기 의사 별세”. 경향신문. 2008년 2월 5일. 2008년 2월 7일에 확인함.
- 민족문제연구소 (2008년 2월 5일). “'부민관 폭파' 애국지사 조문기 선생 별세”. 오마이뉴스. 2008년 2월 7일에 확인함.